# Fårup Sø
Fårup Sø (česky jezero Fårup) je dánské jezero, ležící jihozápadně od vesnice Jelling v samosprávné obci Vejle. Plocha jezera je 0,99 km2 a maximální hloubka 11 metrů.
Každý rok navštíví jezero 150 až 200 tisíc turistů, pro které tu vznikl kemp a půjčovna lodí. Od roku 2000 je Fårup Sø výrazně čistší a voda je průhledná do hloubky 2,4 metry (dříve to bylo o metr méně). Hlavní příčinou této čistoty je přibližně 1,3 miliardy kusů slávičky mnohotvárné, které filtrují vodu. Lákadlem pro návštěvníky je také koráb vikinské lodi Jellingormen, umístěné na jezeře.